# Мархтренк
Мархтренк (нем. Marchtrenk) — город в Австрии, в федеральной земле Верхняя Австрия.
Входит в состав округа Вельс. Население составляет 11 692 человека (на 31 декабря 2005 года). Занимает площадь 23 км². Официальный код — 41812.

## Политическая ситуация
Бургомистр коммуны — Фриц Каспар (СДПА) по результатам выборов 2003 года.
Совет представителей коммуны (нем. Gemeinderat) состоит из 37 мест.
- СДПА занимает 24 места.
- АНП занимает 8 мест.
- Зелёные занимают 3 места.
- АПС занимает 2 места.